# Overdrive (single)
"Overdrive" is een liedje van de Vlaamse zangeres Natalia. Het werd op 15 april 2013 uitgegeven als eerste single van haar vijfde studioalbum, getiteld Overdrive (2013). Natalia zong voor het eerst het nummer live in The Voice van Vlaanderen op 19 april 2013.

## Hitnoteringen

### VlaamseUltratop 50
| Hitnotering: 27-04-2013 t/m 25-05-2013 | Hitnotering: 27-04-2013 t/m 25-05-2013 | Hitnotering: 27-04-2013 t/m 25-05-2013 | Hitnotering: 27-04-2013 t/m 25-05-2013 | Hitnotering: 27-04-2013 t/m 25-05-2013 | Hitnotering: 27-04-2013 t/m 25-05-2013 | Hitnotering: 27-04-2013 t/m 25-05-2013 |
| Week:                                  | 1                                      | 2                                      | 3                                      | 4                                      | 5                                      |                                        |
| -------------------------------------- | -------------------------------------- | -------------------------------------- | -------------------------------------- | -------------------------------------- | -------------------------------------- | -------------------------------------- |
| Positie:                               | 19                                     | 23                                     | 32                                     | 47                                     | 49                                     | uit                                    |